# Кашутова Віра Леонтіївна
Кашутова Віра Леонтіївна (рос. Кашутова Вера Леонтьевна; *20 червня 1916, Астрахань — †18 квітня 1994, Санкт-Петербург) — російська радянська живописиця, членкиня Ленінградської Спілки художників.

## Біографія
Народилася в Астрахані. В 1931—1935 роках навчалася в Астраханському художньому технікумі у П. А. власова, в 1939—1947 роках — в ЛІЖСА імені І. Є. Рєпіна в М. Бернштейна, А. Деблера, А. Зайцева. Закінчила інститут у майстерні Б. В. Йогансона з присвоєнням кваліфікації художника живопиму. Дипломна робота — картина «Материнство. В парку».

## Творчість
З 1947 року брала участь у виставках. Писала переважно пейзажі, рідше натюрморти та жанрові композиції. Серед створених робіт картини і пейзажі «На Каспії» (1951), «Конвалії» (1953), «Бухта», «Гурзуф. Човнова станція», «Гурзуф. Вітер на морі», «Крим. Весна» (всі 1955), «Селянська дівчина», «На Волзі», «Ялта. Порт», «Крим. Цвітучі сади» (всі 1956), «Хмара в горах», «На морі», «Троянди. Натюрморт», «На Каспії. Біля плавучого заводу» (всі 1957), «Олеандр цвіте» (1958), «Бахчисарай» (1959) та інші. Кашутова Віра Леонтіївна померла 18 квітня 1994 року в Санкт-Петербурзі на сімдесят восьмому році життя. Її роботи зберігаються в музеях та приватних колекціях зібраних в Росії та за кордоном.